# Тропонин С
Тропонин С је протеин који је део тропонинског комплекса. Садржи четири ЕФ рука (хеликс-завој-хеликс структурни домен који је присутан у великом броју фамилија протеина који везују калцијум.

## Опште информације
Тропонин С може имати различите изоформе које се могу јавити у мање од четири функционална поддомена која везују калцијум. Компонента је танких филамената, заједно са актином и тропомиозином. Садржи  N режањ и C режањ. C режањ има структурну површину и везује се за  N домен тропонина  I (TnI). С режањ може да веже или Ca2+ или Mg2+.  N режањ, који везује само Ca2+, је регулаторни режим који се везује  за С домен тропонина  I  након везивања калцијума.

## Изоформе
Подтипови специфични за ткиво су:
- Спори тропонин C, TNNC1 (3p21.1 Online Mendelovsko nasleđivanje kod čoveka (OMIM) 191040)
- Брзи тропонин C, TNNC2 (20q12-q13.11, Online Mendelovsko nasleđivanje kod čoveka (OMIM) 191039)

## Мутације
Тачкасте мутације које се могу јавити у тропонину С у коме изазивају промене у везивању Ca2+ и Mg2+ и структури протеина, што доводи до абнормалности у контракцији мишића.  
У срчаном мишићу, ове мутације су повезане са:
- дилатационом кардиомиопатијом (ДКМ),
- хипертрофичном кардиомиопатијом (ХКМ).

Најпознатије тачке мутације су:
- A8V
- D145E
- A31S
- C84Y
- E134D
- Y5H
- I148V